# Charles N'Zogbia
Charles N'Zogbia, francoski nogometaš kongoškega porekla, * 28. maj 1986, Harfleur, Francija.
Od leta 2004 do 2009 je nastopal za Newcastle United F.C., kamor je prestopil iz francoskega kluba Le Havre AC. Njego običajni položaj je položaj levega krilnega igralca, igra pa lahko tudi na položaju napadalnega vezista ali v obrambni vrsti.

## Življenjepis
N'Zogbia je bil sicer rojen v Harfleurju, v departmaju Seine-Maritime v Normandiji, odraščal pa je v Parizu. Njegov mali bratranec je profesionalni tenisač Jo-Wilfried Tsonga.

### Klubska kariera
N'Zogbia je svojo nogometno pot začel v nogometni akademiji kluba Le Havre. Pri sedemnajstih letih ga je odkril takratni glavni skavt angleškega prvoligaškega kluba Newcastle United, Charlie Woods, ki je poskrbel za njegovo poskusno dobo v klubu. Po enomesečnem treniranju z ekipo Newcastla je zadovoljil vodstvo, ki je z njim želelo skleniti pogodbo. Le Havre mu sprva ni dovolil prestopa v Newcastle. Na klub naj bi Charlesa namreč vezala pogodba o izobraževanju. Newcastle je vztrajal pri tem, da se lahko Charles sam odloči za prestop in se uvrsti na prestopno listo brez plačila odškodnine (t. i. free transfer). Na koncu se je vmešala FIFA in odločila v prid Newcastlu.  
Newcastle
Po dolgotrajnih pogajanjih je Newcastle nazadnje plačal Le Havru postavljeno nadomestilo, da se francozi ne bi pritožili na športno arbitražno komisijo, kar bi prestop zavleklo. Vrednost prestopa naj bi tako po neuradnih podatkih znašala okoli 250.000 funtov. Uradno je tako N'Zogbia z Newcastlom podpisal pogodbo 2. septembra 2004 in postal tako zadnji igralec, ki je v klub prišel v času, ko je bil njegov predsednik Sir Bobby Robson. Robson je bil tudi sicer navdušen nad N'Zogbio, kar je jasno izrazil tudi v številnih intervjujih.
N'Zogbia se je izkazal za veliko pridobitev v Tynesideu. V Newcastlu si je pridobil velik sloves, navijači pa so mu nadeli nadimek 'Zog'. Zanj so napisali tudi posebno navijaško pesem in jo naslovili Zog on the Tyne (po pesmi skupine Lindisfarne Fog on the Tyne).
Za Newcastle je Charles N'Zogbia prvič nastopil 11. septembra 2004 na tekmi proti Blackburn Roversom, ki jo je Newcastle dobil s 3:0. V sezoni 2005–06 se je N'Zogbia uveljavil kot igralec prve ekipe, nastopil pa je na 41 tekmah. Za Newcastle je zadel prvič proti Fulhamu, ko je iz prostega strela zadel na tekmi, ki se je končala neodločeno z 1:1. V tisti sezoni je skupaj zadel šest golov, enega od njih po spektakularni akciji na tekmi proti Sunderlandu. Sezono 2005–06 je končal na četrtem mestu na listi strelcev svojega kluba, k temu pa je dodal še sedem podaj za zadetek. Zaradi te statistike se je zanj začel zanimati Arsenal, toda N'Zogbia je z Newcastlom konec leta podaljšal pogodbo za nove tri sezone.
V sezoni 2006–07 se ni več redno uvrščal v prvo ekipo, saj je tedanji menedžer Glenn Roeder dajal prednost Damienu Duffu. Poleg tega se je N'Zogbia 13. decembra 2006 na tekmi proti Chelsea poškodoval. V ekipo se je vrnil šele konec februarja 2007. 13. maja 2007 je bil umaknjen s seznama nastopajočih na zadnji tekmi sezone proti Watfordu, po tem, ko se je uprl odločitvi trenerja, da bo nastopil kot rezervni igralec. Ta poteza Charlesa N'Zogbie je ujezila veliko navijačev Newcastla.
Kljub špekulacijam, da bi N'Zogbia zapustil klub v poletnem prestopnem roku, se to ni zgodilo. Na uvodni tekmi prihodnje sezone je bil celo vpoklican v prvo ekipo na tekmi proti Bolton Wanderersom. Menedžerju Samu Allardycu se je oddolžil s prvim zadetkom tekme, ki jo je Newcastle na koncu dobil s 3:1- 4. septembra 2007 je s klubom podpisal novo petletno pogodbo, ki ga je klubu zavezovala do leta 2012.

### Reprezentančna kariera
N'Zogbia je leta 2002 dvakrat nastopil za francosko nogometno reprezentanco do 16 let. Poleti 2006 je bil izbran v francosko nogometno reprezentanco do 21 let za nastop na evropskem U-21 nogometnem prvenstvu 2006, ki se je odvijalo na Portugalskem. Zaradi sporov med Le Havrom in Newcastlom ga je moral francoski trener v zadnjem trenutku izbrisati s seznama nastopajočih. 
Po dobrih nastopih v Newcastlu ga je trener septembra 2007 spet vpoklical v reprezentanco U-21. Za Francijo je tako prvič nastopil 7. septembra 2007 na tekmi proti Walesu, ki jo je Francija dobila z 1:0. Tudi Kongo je N'Zogbio povabil, da sodeluje v reprezentanci na tekmi proti francoski B ekipi v februarju 2008, kar pa je Charles zavrnil. 

## Statistika
| Klub             | Sezona  | Premiership | Premiership | Premiership | FA pokal | FA pokal | Ligaški pokal | Ligaški pokal | Evropa  | Evropa | Drugo   | Drugo | Skupaj  | Skupaj |
| Klub             | Sezona  | Nastopi     | Goli        | Podaje      | Nastopi  | Goli     | Nastopi       | Goli          | Nastopi | Goli   | Nastopi | Goli  | Nastopi | Goli   |
| ---------------- | ------- | ----------- | ----------- | ----------- | -------- | -------- | ------------- | ------------- | ------- | ------ | ------- | ----- | ------- | ------ |
| Newcastle United | 2007–08 | 30          | 3           | 5           | 3        | 0        | 2             | 0             | 0       | 0      | 0       | 0     | 35      | 3      |
| Newcastle United | 2006-07 | 22          | 0           | 3           | 0        | 0        | 2             | 0             | 11      | 0      | 0       | 0     | 35      | 0      |
| Newcastle United | 2005-06 | 32          | 5           | 6           | 3        | 0        | 2             | 0             | 4       | 0      | 0       | 0     | 41      | 5      |
| Newcastle United | 2004–05 | 14          | 0           | 1           | 2        | 0        | 0             | 0             | 6       | 0      | 0       | 0     | 22      | 0      |
| Newcastle United | Skupaj  | 98          | 8           | 15          | 8        | 0        | 6             | 0             | 21      | 0      | 0       | 0     | 133     | 8      |

(Statistika posodobljena 22. marca 2008)